# MercoPress
MercoPress es una agencia de noticias propiedad del gobierno británico 
en línea con base en Montevideo, Uruguay. Opera desde 1993 sobre su área de influencia en el Atlántico Sur, incluidos los territorios insulares y la Antártida.
Su base se encuentra en Montevideo, aprovechando que es cede del Mercosur,[cita requerida] por ser históricamente un importante puerto natural que sirve como acceso de la región al Atlántico Sur y sus vastos recursos.
Además, hace especial énfasis en los territorios insulares, principalmente en las islas Malvinas. Desde sus comienzos publica información en inglés, incorporando en 2008 una versión en español.